# Wojenna przyjaźń
Wojenna przyjaźń (węg. Így jöttem) – węgierski dramat wojenny z 1965 roku w reżyserii Miklósa Jancsó. Scenariusz filmu powstał na podstawie noweli Imre Vadásza. Obraz opowiada o siedemnastolatku, który w ostatnich dniach II wojny światowej wędruje po węgierskiej prowincji.

## Styl i recepcja
Film zawiera liczne długie i powolne ujęcia, które stanowią charakterystyczny element dla stylu reżysera. Inne to m.in. oszczędne dialogi, ujęcia z podnośnika, postacie widoczne w pustych przestrzeniach.
Początkowo film nie zyskał uznania węgierskiej publiczności. Zmieniło się to dopiero po tym, kiedy publiczność wróciła do niego z okazji 25-lecia wyzwolenia Węgier. Od początku jednak był pozytywnie odbierany w Związku Radzieckim.

## Interpretacja
Bohater filmu wędruje po węgierskiej prowincji, spotykając innych ludzi, w tym żołnierzy Armii Czerwonej, wśród których znajdowali się przedstawiciele różnych kultur i narodów. Jego los może być interpretowany jako odbicie sytuacji Węgier, np. relacja Jóski z Kolą może być odczytywana jako alegoria relacji Węgier ze Związkiem Radzieckim: relacji pilnowanego z pilnującym, więźnia i strażnika (choć nie potwierdza tego całość filmu, w którym Rosjanie przedstawieni są niezwykle pozytywnie, jako osoby niemal wyłącznie łagodne i dobre).
Ważnym motywem filmu jest przyjaźń rodząca się między Jóską a Kolą, a przedstawienie relacji więzień-strażnik było właśnie tym, co skłoniło Jancsó do zekranizowania noweli Vadásza.